# Daniel Ley

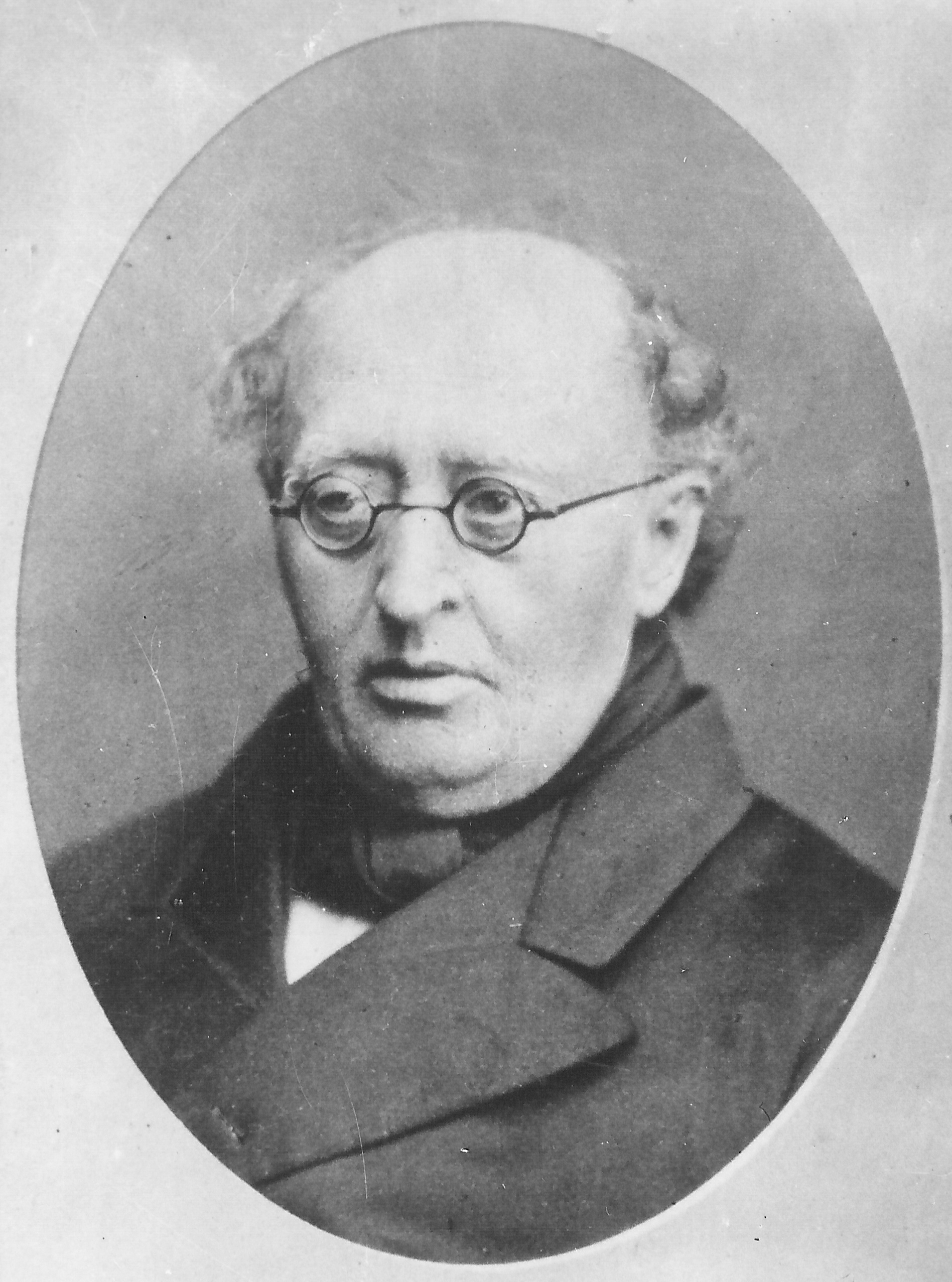
Georg Christian Daniel Ley

Georg Christian Daniel Ley (* 30. Juli 1812 in Crailsheim; † 1. Juni 1884 in Fürth) war ein deutscher Unternehmer.
Der Inhaber eines Großhandels- und Exportgeschäfts, war Mitbegründer des Fürther Gewerbevereins und einer Gewerbe- und Handelskammer, Mitglied des Gemeindekollegiums in Fürth, des mittelfränkischen Bezirkstages und des Bayerischen Landtages, Direktor der Ludwigseisenbahn und argentinischer Konsul und Träger des Ritterkreuzes I. Klasse des Verdienstordens vom Hl. Michael.

## Herkunft
Daniel Ley zog 1827 aus Crailsheim nach Fürth. Die Familiengruppe der so genannten „Crailsheimer Ley/Lay“ hat eine besonders eingehende Familiengeschichtsforschung erfahren, weil sie zu den Ahnen von Johann Wolfgang von Goethe (Vorfahr: Ley, Burkhart (I), vor 1460 – nach 1492, Crailsheim), Wilhelm Hauff (Vorfahr: Lay, Burkhart (II), 1490–1560, Crailsheim) und Justinus Kerner zählt. Die Vorfahren des Daniel Ley kommen wahrscheinlich aus der Nordschweiz oder Friaul (Grafschaft Görz) und nahmen ihren Weg über Balingen, Biberach, Bodelshausen, Giengen und nach Ulm. In Ulm ist schon 1156 ein Engelhard Lay als Gründer einer Patrizierfamilie bekannt; um 1295 Giengen und 1307 in Ulm als gesicherter Vorfahr: Löw, Heinrich (I, gen. „der alte Löwe aus Giengen“). Gemeinsamer Stammvater der Balinger, Biberacher und Crailsheimer Ley/Löw/Leo ist ein Heinrich (III) Ulmer (Löw) aus Ulm, geb. ca. 1360 in Ulm, der 1416 in Balingen genannt wird. Ein Sohn des Heinrich Ulmer (Löw) war Heinrich (IV) Löw, der um 1400 geboren wurde und um 1450/60 in Balingen bezeugt wird. Heinrich Löw ist als Stammvater der „Crailsheimer Lay“ anzusehen. Die Familie Leo/Löw/Lay wurde mit dessen Sohn Stephan vor 1461 in Crailsheim ansässig. Stephans Sohn war Burkhart (I, 1478–1492), sein Enkel Burkhart (II, 1490–1560) (beide siehe oben). Einer der Söhne des Letztgenannten, Adam Ley, war 1565 Genannter des großen Rats in Nürnberg und dort Hausbesitzer. Zusammen mit seinen Brüdern Hans, Philipp (I, gest. 1574/75; direkter Vorfahr Daniel Leys) und Burkhart (III) wurde ihm am 11. Juli 1565 ein Wappen von Kaiser Maximilian II. verliehen. Die Crailsheimer Vorfahren des Daniel Ley waren beruflich u. a. als Händler, Wirte, Bürgermeister, Steuermeister, Baumeister, Reichsalmosenpfleger, Gerber, Metzger und Schneidermeister tätig.
Der Vater des Daniel Ley, Johann Christian Ley (13. Juni 1763–12. Dezember 1849) war Schneidermeister und Stadtkirchner in Crailsheim. Seine Mutter war Carolina Christiana Faber (28. September 1777–20. Juli 1849 in Crailsheim). Zwei Brüder der Mutter hatten sich Anfang des 19. Jahrhunderts in Nürnberg und Fürth niedergelassen, eine Schwester war seit 1818 in Fürth verheiratet.
Nachkommen in direkter Linie:
- Johann Peter Eduard Ley (Kaufmann in Fürth 1841–1925)
- Adolf Daniel Ley (Kaufmann in Fürth 1878–1950)
- Eduard Wilhelm Ley (Kaufmann in Fürth 1910–1987)
- Walter Robert Ley (Kaufmann in Fürth, 1921–2014)
- Astrid Ley, (Historikerin in Berlin, geb. 1962)

## Leben

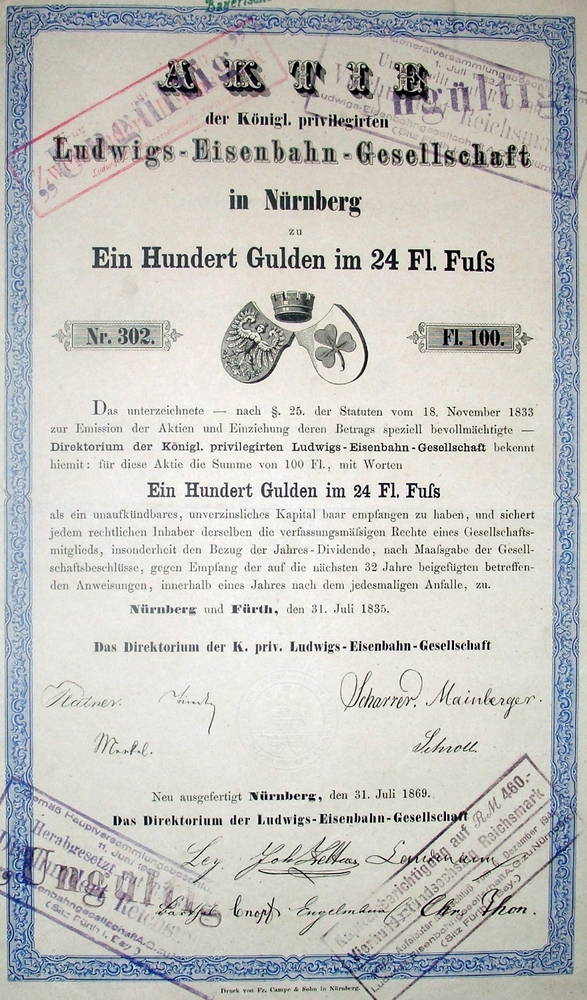
Aktie der Ludwigs-Eisenbahn-Gesellschaft, 1835/69, mit Unterschrift von Daniel Ley

Georg Christian Daniel Ley wurde am 30. Juli 1812 in Crailsheim, das zu dieser Zeit zum Königreich Württemberg gehörte, geboren und besuchte dort die Lateinschule. Sein Wunsch war es, ein angesehener Handelsherr zu werden. Als 1816 sein jüngster Onkel Johann Daniel Faber, der als Spiegelglasfabrikant in Nürnberg lebte, die Schwester des späteren Paulskirchenabgeordneten Conrad Gebhard heiratete, war auch eine Beziehung zum Handelshaus „J. A. Gebhard“ in Fürth hergestellt. Diese Tante dürfte es deshalb auch gewesen sein, die dem jungen Mann am 1. April 1827 eine Lehrstelle mit Kost und Logis ohne Entgelt bei ihrem Bruder Conrad Gebhard in dem berühmten Geschäft ihres Vaters Johann Adam Gebhard („Gebhardstraße“) verschaffte. Daniel Ley zog deshalb nach Fürth und hatte erst nach dreijähriger Lehrzeit größere Einnahmen, über die er nebst Ausgaben genauestens Buch führte. Erst nach Beendigung der Lehrzeit nach 5 ¾ Jahren wurde er als Commis bei J. A. Gebhard übernommen.
Am 15. Oktober 1833 verließ Daniel Ley Fürth, um seine kaufmännische Erfahrung in Pernambuco/Brasilien (heute: Recife) zu erweitern. Der kgl. württembergische Reisepass enthält als Zeugnis der Reise über Würzburg, Frankfurt, Saarbrücken, Paris, Le Havre 20 Stempel und Unterschriften verschiedenster Behörden, Gesandtschaften und Magistrate. Am 8. Dezember 1833 kam er nach 27 Tagen Überfahrt in Pernambuco an und arbeitete dort vom 9. Dezember 1833 bis 29. März 1836 bei dem französischen Kaufmann L. A. Dubourcq. Aus Pernambuco ließ man ihn nur ungern wieder ziehen.
Grund der Rückreise war wohl in erster Linie die Bekanntschaft mit der Tochter Maria Magdalena Franziska (10. Oktober 1812 bis 27. August 1889) des Gürtlermeisters Johann Peter Voit, dessen Doppelhaus (später Gaststätte „Bergbräu“ und „Wienerwald“, Königsstraße 104/106) sich gegenüber dem Gebhardschen Haus (Platz der Feuerwache Helmplatz 2) in Fürth befand. Am 23. Oktober 1836 heirateten Daniel Ley und Magdalena Voit.
Schon am 4. Juli 1836 gründete Daniel Ley die Handlungsfirma DANL. LEY zwecks „kommissionsweisen Verschleißes einheimischer Industrieerzeugnisse nach überseeischen Ländern“. Die Firma handelte u. a. mit Nachtlichtern, Hornkämmen, Pfeifen, Palm- und Furnierholz und Seifen aus aller Welt, aber auch Spielkarten, Ringschlottern, Spielen, Steckenpferden und Porzellanspielzeug, woraus sich im Laufe der Jahrzehnte der reine Großhandel, Im- und Export mit und von Spielwaren entwickelte. Die Geschäftstätigkeit wurde in der Königstr. 409/II (jetzt: Nürnberger Str. 4) noch heimlich aufgenommen, da nach einer am 20. Juli 1836 bestandenen Prüfung die Bürgeraufnahmeurkunde für den Noch-Württemberger erst am 22. September 1836 eintraf. 1845 trat sein Schwager Johann Ludwig (Jean Louis) in die Firma ein, dessen durch eine Reise in Nordamerika dort angebahnten Verbindungen nützlich waren.
Im Jahr 1836 wurde Daniel Ley in Pernambuco in die Freimaurerloge 6 do Morco aufgenommen. Nach seiner Rückkehr nach Fürth schloss er sich der dortigen Loge Zur Wahrheit und Freundschaft an. Um 1850 erwarb Daniel Ley das Haus Nr. 276 (später Königstr. 133), das am 22. Februar 1945 durch Brand- und Sprengbomben zerstört wurde.
1843 begründete Daniel Ley mit Fronmüller und Oberrabbiner Löwi, weiteren Kaufleuten und Vertretern der Geistlichkeit den Fürther Gewerbeverein zur Förderung des Gewerbes „durch Hebung der Gewerbeschule und anderer technischer Lehranstalten und Förderung ihrer Benutzung“, durch Vorträge, Anschaffung von Modellen, Mustern fremder Erzeugnisse und Maschinen u. a. Der Verein hatte schon im ersten Jahr 556 Mitglieder. Daniel Ley war längere Jahre 2. Vorstand und Mitglied des Handelsausschusses. Am 27. Januar 1850 wurde vom Bay. Staatsministerium des Handels und der öffentlichen Arbeiten die Errichtung einer Gewerbe- und Handelskammer in Fürth genehmigt. Daniel Ley wurde erster Vorsteher bis 1860. 1851 erstellt er eine Statistik über Handel und Gewerbe in Fürth. Am 1. Januar 1853 wurde er u. a. mit dem Fürther Friedrich Schneider und den Nürnberger Bürgern Zeltner, Platner, Cnopf und von Thon Mitglied des Ausschusses der „Königlich privilegirten Ludwigs-Eisenbahn-Gesellschaft“ Aktiengesellschaft mit Sitz in Nürnberg und Fürth. Am 28. August 1860 wurde er zum Direktor gewählt und blieb bis 9. Mai 1882 in diesem Amt ohne Besoldung.
Am frühen Morgen des 1. Juni 1884 verstarb Daniel Ley im Alter von 72 Jahren in Fürth:

„Der Verlebte führte seit Niederlegung des Direktorialamtes (der Ludwigseisenbahn) den Titel Ehrendirektor der Ludwigsbahn; seine Brust schmückte das Ritterkreuz 1. Klasse des Michaelsordens. Am 3. Juni fand die Beerdigung unter großer Betheiligung des Publikums, namentlich auch der königlichen Beamten und der Eisenbahnbediensteten statt, welche letztere den Sarg zu Grabe trugen. Als Direktorialmitglied an Stelle des Verstorbenen tritt Kaufmann Wilhelm Farnbacher (Schwiegersohn Ley’s) und an des letzteren als bisheriges Ausschussmitgliedes der Ersatzmann, Kaufmann Fritz Voit, Mitinhaber der Firma Daniel Ley (ein Neffe Ley’s) ein. Frühzeitig hatte Ley schon wichtige Ämter bekleidet. …“
Daniel Ley wurde auf dem Friedhof an der Nürnberger Straße begraben. Er hinterließ seine Ehefrau Magdalena geb. Voit (1812 bis 1889) und den Sohn Johann Peter Eduard Ley (1841 bis 1925) sowie die Tochter Elisabeth Eugenie Emilie Ley verh. Fritz (1844 bis 1923). Die Töchter Anna Carolina Franziska Julie (1843), Rosina Margaretha Franziska Julie (1846) und Anna Maria Carolina Johanna verh. Farnbacher (1846–1883) waren bereits zuvor verstorben.

## Politik und Öffentliches Leben
Von 1846 bis 1863: Mitglied des Fürther Gemeindekollegiums 

Von 1852 bis 1858: „Landrath“, Mitglied des mittelfränkischen Landrats (entspricht dem heutigen Bezirkstag)

Ab 1. Dezember 1845: Mitglied der protestantischen Kirchenverwaltung in Fürth

Von 1858 bis 1863: Mitglied des Bayerischen Landtages
Daniel Ley bewarb sich 1858 für den bayr. Landtag, der jeweils für eine Wahlperiode von 6 Jahren gewählt wurde. Von 22496 Fürther Bürgern waren 1869 nur 2589 Bürger, die eine direkte Steuer bezahlten, wahlberechtigt. Die eigentliche Wahl zum Landtagsabgeordneten erfolgte indirekt über Wahlmänner. Von 144 Abgeordneten des bayr. Landtags wurden 17 aus Mittelfranken entsandt. Der für Daniel Ley maßgebliche Wahlkreis III umfasste die Städte Fürth und Erlangen und die Landgerichtsbezirke Erlangen, Altdorf, Hersbruck, Lauf und Markt Erlbach. In der Vorwahl am 6. Dezember 1858 erhielt Daniel Ley in seinem Wahlbezirk wie der Bürgermeister John 211 Stimmen, drei weitere Kandidaten zwischen 209 und 210 Stimmen. Bei der endgültigen Wahl am 14. Dezember 1858 wurde er dann zusammen mit dem Kaufmann Weimann aus Erlangen und Bürgermeister Langguth aus Hersbruck in den Landtag gewählt. Politische Parteien im heutigen Sinne gab es 1858 noch nicht. In einem Nachruf (1884) ist über seine politische Einstellung Folgendes enthalten:

„… in politischer Beziehung bekannte er sich zur Partei der Großdeutschen, im übrigen war er konservativ im strengsten Sinne des Wortes.“
Aktivitäten im Landtag:

„Im Landtag erreichte er, dass Fürth Sitz eines Amts- und Bezirksgerichts, eines Bezirksamts, zweier Notariate und eines Handelsgerichts wurde. Außerdem trug er dazu bei, dass Fürth eine direkte Verbindung mit dem Staatseisenbahnnetz (u. a. nach Würzburg) bekam. Des Weiteren erwarb er sich im Landtag besondere Verdienste um die zeitgemäße Förderung dringender Angelegenheiten, so z. B. um die bürgerliche Gleichstellung der Israeliten.“

Die Tätigkeit im Landtag fand in der Fürther Bevölkerung große Anerkennung:

„Den 10. November (1861) wurde im Landtagsabschied der Matrikelzwang bei den Israeliten aufgehoben. – Am 13. November wurde dem Landtagsabgeordneten Kaufmann D. Ley bei seiner Rückkunft von München eine Dankesadresse wegen seines Wirkens auf dem Landtage von den Gemeindekollegien überreicht, ebenso am 15. eine ähnliche, von der Gesamtbürgerschaft ausgehend.“
Am 20. März/7. Mai 1861 war die bürgerliche Gleichstellung der jüdischen Bewohner Bayerns gesetzlich verankert worden. Königswarter übersandte Daniel Ley im Namen vieler seiner Glaubensgenossen ein Anerkennungsdiplom.
Von 1856 bis 1864 war er Konsul Argentiniens.

## Ehrungen

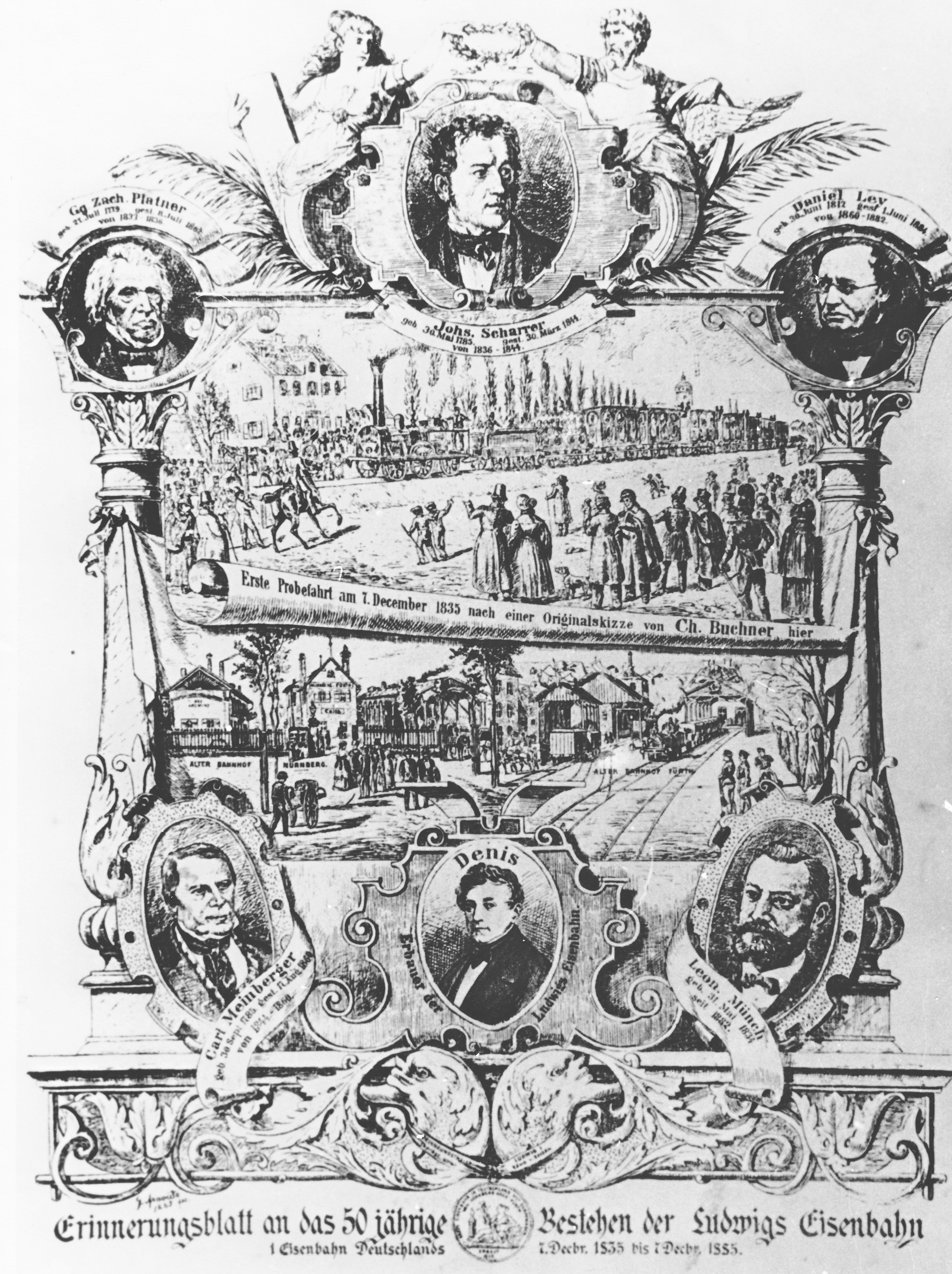
Erinnerungsblatt der Ludwigs-Eisenbahn, rechts oben Daniel Ley

- 1852 wurde Daniel Ley vom bayerischen König Max II. insbesondere im Hinblick auf seine Verdienste um die Erstellung der genannten Statistik mit dem Ritterkreuz 1. Klasse vom Hl. Michael ausgezeichnet[19].
- 1882 wurde Daniel Ley zum Ehrendirektor der Ludwigs-Eisenbahn-Gesellschaft ernannt.

„Dem verdienstvollen Mitbürger Kaufmann Daniel Ley, bis vor Kurzem langjähriger Direktor, jetzt Ehrendirektor, der Nürnberg-Fürther-Ludwigseisenbahn, wurde am 30. Juli (1882), seinem 70. Geburtstag, eine sinnige Ovation von Seite des Dienstpersonals der genannten Bahn zu Theil, indem dieselben dem Jubilare ihre von der Meisterhand des Photographen Schildknecht gefertigten Photographien, zu einem Tableau mit Goldrahmen vereinigt, durch Kassier Wießner überreichen ließen“
- 1886 erhielt nach seinem Tod eine Lokomotive, gebaut von der Fa. Krauß-Maffei (Typ 1886/1414 1Bn2t), den Namen DANIEL LEY.
- Am 22. Oktober 1903 wurde vom Magistrat der Stadt Fürth die Daniel-Ley-Straße (zwischen Schwabacher Straße und Neumannstraße) nach ihm benannt[21].
- Daniel Ley zählt zu den 26 namhaften Fürthern laut dem „Statistischen Jahrbuch der Stadt Fürth 2007“[22].